# Podoserpula
Podoserpula är ett släkte av svampar. Podoserpula ingår i familjen Amylocorticiaceae, ordningen Boletales, klassen Agaricomycetes, divisionen basidiesvampar och riket svampar.
|             | Ceraceomyces                        |
|             |                                     |
|             | Amylocorticium                      |
|             |                                     |
|             | Amylocorticiellum                   |
|             |                                     |
|             | Amyloathelia                        |
|             |                                     |
|             | Amyloxenasma                        |
|             |                                     |
| Podoserpula | \| \| Podoserpula pusio \| \| \| \| |
|             | \| \| Podoserpula pusio \| \| \| \| |
|             | Irpicodon                           |
|             |                                     |
|             | Podoserpula pusio                   |
|             |                                     |

|  | Podoserpula pusio |
|  |                   |

## Källor

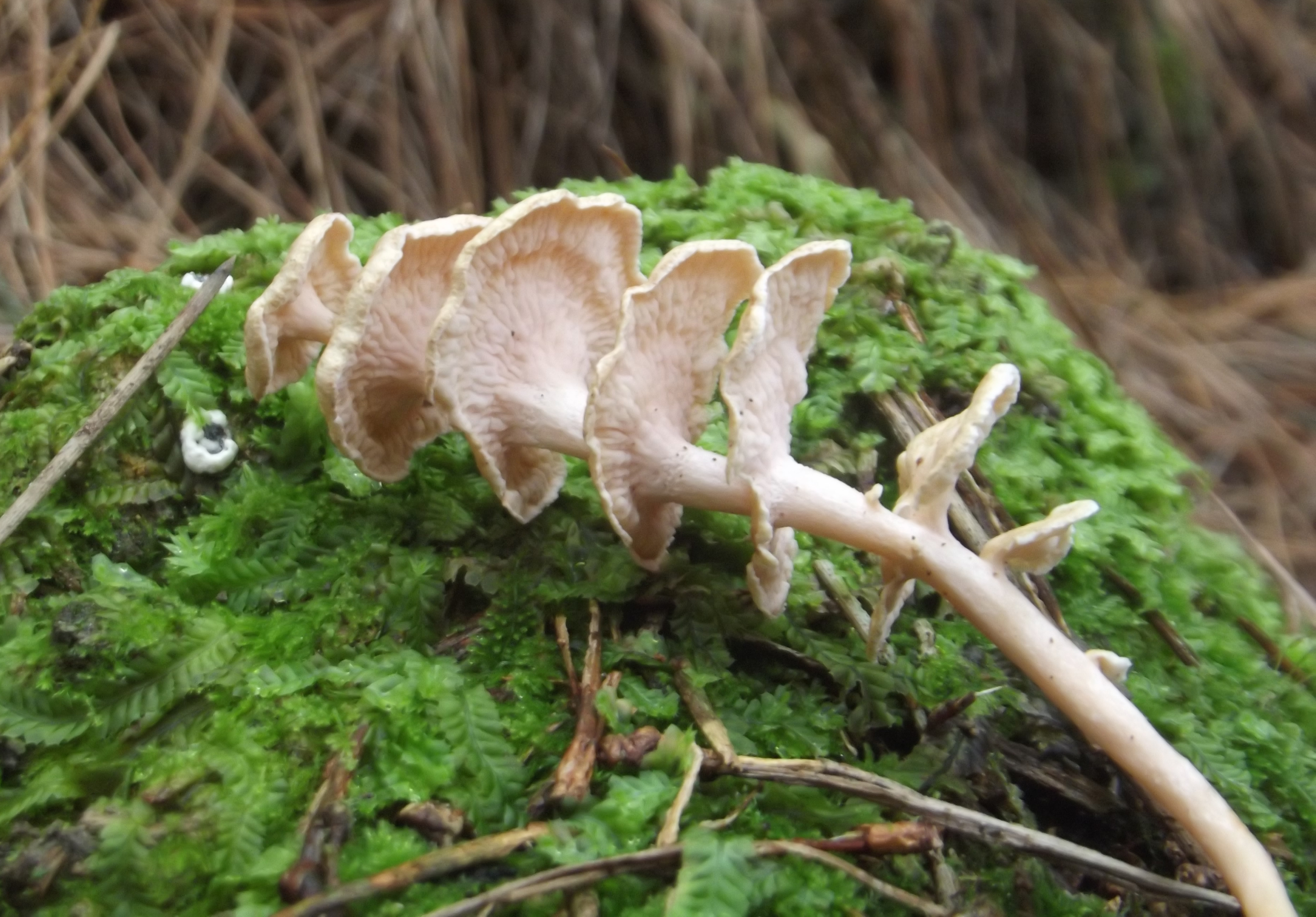